# IO Interactive
IO Interactive A/S  é uma desenvolvedora e publicadora de jogos eletrônicos sediada em Copenhague, Região da Capital. Foi fundada em setembro de 1998 por Jesper Vorsholt Jørgensen, Rasmus Guldberg-Kjær, Martin Munk Pollas, Karsten Lemann Hvidberg, Jacob Andersen, Janos Flösser e David Guldbrandsen. 
No dia 11 de maio de 2017, a Square Enix anunciou perda extraordinária para o fim do ano fiscal em 31 de março de 2017 que resultou na busca iminente de investidores interessados pela IO Interactive, a tentativa de venda procura salvar a subsidiária em questão do contrário suas atividades seriam encerradas.
No dia 16 de junho de 2017, Hakan Abrak, o CEO da IO Interactive, anunciou a separação da empresa com a Square Enix e que os direitos da franquia Hitman, haviam ficado com o estúdio, que agora é independente.

## Jogos
| Ano  | Título                    | Plataformas                                                                               | Publicadora       |
| ---- | ------------------------- | ----------------------------------------------------------------------------------------- | ----------------- |
| 2000 | Hitman: Codename 47       | Windows                                                                                   | Eidos Interactive |
| 2002 | Hitman 2: Silent Assassin | PlayStation 2, Windows, Xbox                                                              | Eidos Interactive |
| 2003 | Freedom Fighters          | GameCube, PlayStation 2, Windows, Xbox                                                    | Electronic Arts   |
| 2004 | Hitman: Contracts         | PlayStation 2, Windows, Xbox                                                              | Eidos Interactive |
| 2006 | Hitman: Blood Money       | PlayStation 2, Windows, Xbox, Xbox 360                                                    | Eidos Interactive |
| 2007 | Kane & Lynch: Dead Men    | PlayStation 3, Windows, Xbox 360                                                          | Eidos Interactive |
| 2009 | Mini Ninjas               | Nintendo DS, PlayStation 3, Wii, Windows, Xbox 360                                        | Eidos Interactive |
| 2010 | Kane & Lynch 2: Dog Days  | PlayStation 3, Windows, Xbox 360                                                          | Square Enix       |
| 2012 | Hitman: Absolution        | PlayStation 3, Windows, Xbox 360                                                          | Square Enix       |
| 2016 | Hitman                    | Linux, macOS, PlayStation 4, Windows, Xbox One, Stadia                                    | Square Enix       |
| 2018 | Hitman 2                  | PlayStation 4, Windows, Xbox One, Stadia                                                  | WB Games          |
| 2021 | Hitman 3                  | PlayStation 4, PlayStation 5, Windows, Xbox One, Xbox Series X/S, Stadia, Nintendo Switch | IO Interactive    |
| 2026 | 007 First Light           | Microsoft Windows, Xbox Series X/S, Nintendo Switch, PlayStation 5                        | IO Interactive    |
| —    | Project Fantasy           | —                                                                                         |                   |